# Larroque (Tarn)
Larroque – miejscowość i gmina we Francji, w regionie Oksytania, w departamencie Tarn. W 2013 roku jej populacja wynosiła 180 mieszkańców. Przez gminę przepływa rzeka Vère. 